# Stenträskets naturreservat
Stenträskets naturreservat är ett naturreservat i Jokkmokks kommun i Norrbottens län.
Området är naturskyddat sedan 2024 och är 126 hektar stort. Reservatet ligger söder om Jokkmokk och vid Stenträskets östra strand och består av  grandominerad skog med gammeltallar samt våtmarker.